# Mary Garcia Castro
Mary Garcia Castro é uma socióloga brasileira. 

## Biografia
Castro concluiu sua graduação em Ciências Sociais em 1968, pela Universidade Federal da Bahia, pela Faculdade de Filosofia e Ciências Humanas, onde também fez o seu primeiro mestrado, em Sociologia da Cultura, em 1970. Em seguida vieram o mestrado em Planejamento Urbano e Regional pela Universidade Federal do Rio de Janeiro (1979) e o doutorado em Sociologia pela Universidade da Flórida (1989). Foi professora e pesquisadora da UFBA, até que foi afastada pela Ditadura em 1978 até ser reintegrada, após anistia, em 1987. Também foi pesquisadora associada da Universidade Estadual de Campinas e da Universidade Católica de Salvador.
Escreveu, em parceria com Miriam Abramovay e Lorena Bernadete da Silva, o livro Juventude e sexualidade no Brasil, considerada a pesquisa mais abrangente realizada no Brasil sobre o tema.
Recebeu em 2015 o Diploma Bertha Lutz.

## Principais obras
- 2014 - Emancipação, Cidadania e Juventudes: Estes Tempos. Rio de Janeiro: FLACSO-Brasil.
- 2012 - Educação e População Afrodescendente no Brasil: Avanços, Desafios e Perspectivas. Madrid: Fundacion Carolina. Com Pablo Gentili, Miriam Abramovay e S. Busson.
- 2012 - Dinâmica Familiar do Cuidado: Afetos, Imaginario e envolvimento dos pais na atençao dos filhos. Salvador: EDUFBA. Com Ana Carvalho e Lucia Moreira.
- 2009 - Quebrando Mitos: Juventude, Participaçao e Politicas. Brasilia: RITLA/CONJUV. Com M. Abramovay.
- 2007 - Juventude: tempo presente, tempo futuro? Sao Paulo: GIFE. Com M. Abramovay e A. Deleon.
- 2006 - Relações Raciais na Escola: reproduçao de desigualdades em nome da igualdade. Brasilia: UNESCO, MEC/INEP, Observatorio de Violencias/UCBrasilia. Com M. Abramovay
- 2005 - Respostas aos Desafios da Aids no Brasil. Brasilia: UNESCO-Brasil, Ministerio da Saude. Com L.B. Silva.
- 2004 - Juventudes e Sexualidade. Brasilia: UNESCO.
- 2002 - Drogas nas Escolas. Brasilia: UNESCO. Com M. Abramovay